# Tavolette di Tărtăria

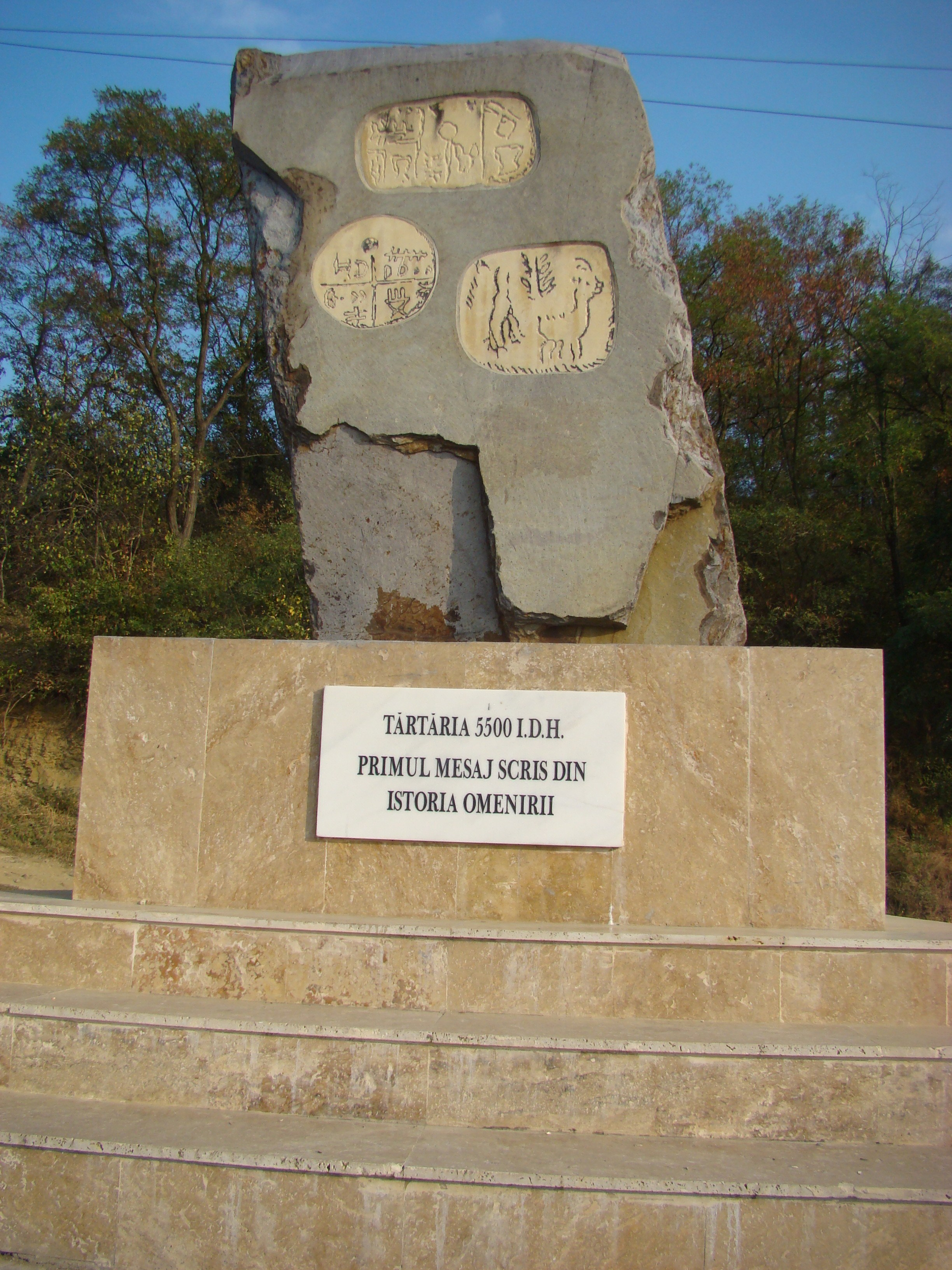
Monumento dedicato alle tavolette di Tărtăria a Săliștea

Le Tavolette di Tărtăria sono tre reperti archeologici rinvenuti a Săliștea, in Romania. Esse recano incisi dei simboli che sono stati oggetto di notevoli controversie tra gli archeologi, alcuni dei quali sostengono che si tratti della prima forma conosciuta di scrittura al mondo.

## Scoperta
Le tavolette furono rinvenute dall'archeologo Nicolae Vlassa nel 1961, a 30 chilometri dal noto sito di Alba Iulia, assieme a 26 figurine in argilla o pietra e a un braccialetto di conchiglie; assieme a questi manufatti fu anche ritrovato un osso di scheletro umano adulto di sesso maschile, bruciato, spezzato e disarticolato. Due delle tavolette sono di forma rettangolare, la terza è circolare: sono tutte molto piccole (quella circolare ha un diametro di soli 6 centimetri) e due di esse, una delle rettangolari e la tondeggiante, sono perforate.
In tutti e tre i casi, le incisioni sono presenti su un solo lato e i motivi sono simili ad altri realizzati su delle pentole rinvenute a Vinča, in Serbia, e in un certo numero di altre località nel sud dei Balcani. Sulla tavoletta priva di foro sono incisi un animale con corna, un'altra figura non identificata e un ramo di albero. Le altre riportano simboli relativamente astratti. Il perché siano state sepolte non è chiaro, ma si suppone che il proprietario dovesse essere uno sciamano o un medium.

## Datazione
Le tavolette sono generalmente associate alla Cultura di Vinča, che all'epoca della scoperta era ritenuta dagli archeologi rumeni e serbi risalente al 2 700 a.C. Vlassa interpretò la tavoletta senza foro come una scena di caccia e le altre due come testimoni di una scrittura primitiva simile ai primi simboli utilizzati dai Sumeri. La scoperta suscitò un grande interesse nel mondo archeologico in quanto i segni erano precedenti alla Lineare A, la prima scrittura minoica, la più antica conosciuta in Europa. È stato suggerito da alcuni che i simboli indichino una sorta di collegamento tra l'Europa sud-orientale e i Sumeri.
Tuttavia, le successive datazioni al radiocarbonio sui reperti di Tărtăria hanno retrodatato gli oggetti al 5 500 a.C. (e quindi tutta la cultura di Vinča era più antica), lo stesso periodo dei primi insediamenti a Eridu (questa affermazione, comunque, non è da tutti accettata per evidenti contraddizioni nella stratigrafia del sito).
Se i simboli fossero di fatto una forma di scrittura, questa sarebbe di gran lunga anteriore alla più antica scrittura sumera o egizia, divenendo di fatto la più antica conosciuta al mondo. Tale affermazione è tuttavia molto controversa.

## Ipotesi interpretative e controversie

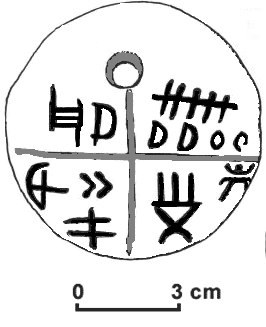
L'amuleto (ritoccato).

Non è noto se vi sia un significato da attribuire ai simboli e quale esso sia, mentre la loro natura è stata oggetto di molti dibattiti. Gli studiosi che affermano essere una forma di scrittura, fondano le loro valutazioni su alcune conclusioni che non sono universalmente accettate: in primo luogo, l'esistenza di segni simili su altri artefatti della Cultura Vinča suggerisce che sia esistito un inventario di segni standard utilizzato da scribi; in secondo luogo, i simboli hanno un elevato grado di standardizzazione e stilizzazione, paragonabile ad altri sistemi di scrittura arcaica; in terzo luogo, le informazioni comunicate da ciascun carattere erano specifiche, con un inequivocabile significato; infine, le iscrizioni sono organizzate in file orizzontali, verticali o circolari. Gli studiosi che intendono queste incisioni come una forma di scrittura, non sanno tuttavia quale sistema di scrittura hanno sotto gli occhi. Alcuni sostenitori dell'ipotesi della scrittura, tra cui Marija Gimbutas, pensano che queste incisioni siano strettamente connesse alle varie incisioni rinvenute a Vinča.
Altri ritengono le incisioni dei semplici pittogrammi accompagnati da scarabocchi. Alcuni hanno suggerito che i simboli possono essere stati utilizzati come marchi di proprietà o utilizzati in rituali religiosi. Una proposta alternativa è che essi possono essere stati solo imitazioni incomprese di scritture appartenenti a culture più avanzate, anche se questa spiegazione è molto pasticciata in quanto non esistevano culture alfabetizzate nel periodo storico in cui i simboli furono eseguiti. Colin Renfrew afferma che l'apparente somiglianza con simboli sumeri è ingannevole: "Per me, il confronto tra i segni sulle Tavolette di Tărtăria e quelli della proto-scrittura sumera non ha molto senso. Sono tutti pittogrammi semplici, e un segno utilizzato per indicare una capra in una cultura è destinato a essere simile al segno che indica una capra in un'altra cultura. Per definire questi simboli scrittura si deve intendere che i segni ebbero un significato indipendente, chiaramente identificabile tra due estranei senza contatto orale. Di questo io dubito." Un altro problema è che non vi sono indicazioni indipendenti di altre alfabetizzazioni nei Balcani in quel periodo. Sarunas Milisauskas commenta che "è estremamente difficile dimostrare archeologicamente se un corpus di simboli costituisce un sistema di scrittura" e prende atto che i primi sistemi di scrittura si svilupparono per agevolare gli Stati nel Mediterraneo e del Medio Oriente nella loro organizzazione burocratica. Non vi è alcuna prova dell'esistenza di organizzazione statale del Neolitico europeo, per cui è probabile che le varie società non avessero bisogno di sistemi amministrativi che comprendessero l'uso della scrittura. David Anthony prende atto del fatto che i caratteri cinesi furono utilizzati per secoli solo per la divinazione o per scopi connessi con la sacralità del Re; è possibile che anche i simboli di Tărtăria fossero destinati a un simile utilizzo.